# 블랙잭

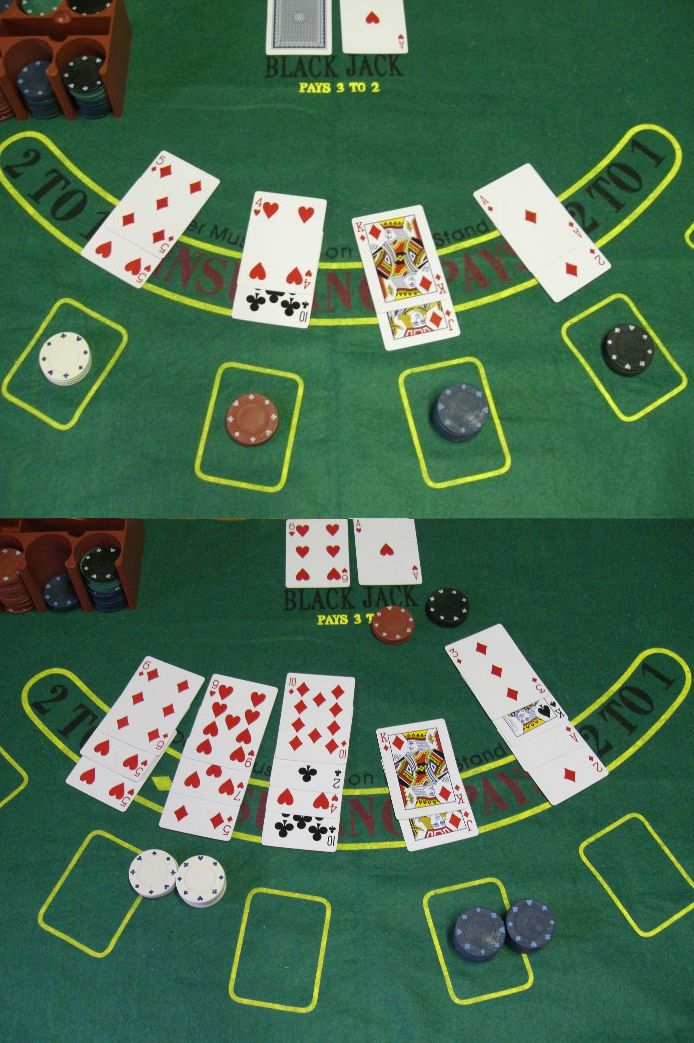
블랙잭 게임의 예

블랙잭(영어: Blackjack)은 트웬티원(영어: Twenty-one) 또는 벵테텅(프랑스어: Vingt-et-un)이라고도 하며, 세계의 카지노에서 가장 널리 행해지는 플레잉카드 게임이다. 블랙잭은 21을 넘지 않는 한도 내에서 딜러와 겨루어 숫자가 높으면 이기는 게임이며, 블랙잭은 카지노에 따라 다양한 규정이 있다. 블랙잭의 인기의 비결은 기회, 기술, 그리고 아직 카드 패가 돌려지지 않았을 때, 전략을 짤 수 있다는 점 등의 조합이다. 블랙잭은 스패니시 21와 폰툰과 밀접한 관련이 있으나, 이름이 비슷한 영국의 카드 게임인 블랙 잭과는 관련이 없다.
1. 먼저 딜러를 정한 뒤, 베팅을 한다.
2. 딜러가 자신을 포함한 참가자 전원에게 카드 두 장을 나누어주는데, 딜러의 카드 한 장은 상대에게 보이지 않는다.
3. 카드의 합이 딜러보다 먼저 21이 되거나 딜러보다 21에 가깝게 되면 이기고, 카드를 더 받았는데 21을 초과하면 버스트(Bust)된다.
4. 먼저 받은 카드 두 장의 합이 21에 못 미치면 히트(Hit)라고 말한 뒤 한 장씩 더 받을 수 있고, 멈추려면 스탠드(Stand)라고 말한다.
5. 딜러는 카드의 합이 16 이하면 무조건 한 장을 더 받아야 하고, 17 이상의 경우에는 멈추어야 한다.
6. 딜러의 카드와 합이 같으면 비긴 것이 된다.
7. 에이스 카드는 1이나 11로 취급할 수 있고, 10, J, Q, K는 모두 10으로 계산한다.
8. 처음 받은 카드 두 장이 에이스와 10, J, Q, K 중의 하나로 합이 21이 되면 블랙잭(Blackjack)이 되고, 베팅한 금액의 1.5배의 돈을 받는다.

## 참고 문헌
- Beat the Dealer : A Winning Strategy for the Game of Twenty-One, Edward O. Thorp, 1966, ISBN 978-0-394-70310-7
- Blackbelt in Blackjack, Arnold Snyder, 1998 (1980), ISBN 978-0-910575-05-8
- Blackjack: A Winner's Handbook, Jerry L. Patterson, 2001, (1978), ISBN 978-0-399-52683-1
- Ken Uston on Blackjack, Ken Uston, 1986, ISBN 978-0-8184-0411-5
- Knock-Out Blackjack, Olaf Vancura and Ken Fuchs, 1998, ISBN 978-0-929712-31-4
- Luck, Logic, and White Lies: The Mathematics of Games, Jörg Bewersdorff, 2004, ISBN 978-1-56881-210-6, 121-134
- Million Dollar Blackjack, Ken Uston, 1994 (1981), ISBN 978-0-89746-068-2
- Playing Blackjack as a Business, Lawrence Revere, 1998 (1971), ISBN 978-0-8184-0064-3
- Professional Blackjack, Stanford Wong, 1994 (1975), ISBN 978-0-935926-21-7
- The Theory of Blackjack, Peter Griffin, 1996 (1979), ISBN 978-0-929712-12-3
- The Theory of Gambling and Statistical Logic, Richard A. Epstein, 1977, ISBN 978-0-12-240761-1, 215-251
- The World's Greatest Blackjack Book, Lance Humble and Carl Cooper, 1980, ISBN 978-0-385-15382-9

## 같이 보기
- 카드카운팅